# Jacques Aubuchon
Jacques Georges Aubuchon (* 23. November 1924 in Fitchburg, Massachusetts; † 28. Dezember 1991 in Woodland Hills, Los Angeles) war ein US-amerikanischer Schauspieler.

## Leben
Jacques Aubuchon wuchs nahe Worcester auf. Während des Zweiten Weltkrieges diente er in der United States Army. Seine Filmkarriere begann Anfang der 1950er Jahre. Bis zu seinem letzten Fernsehauftritt in einer Folge der Fernsehserie Ein Engel auf Erden war er in über 300 Fernsehproduktionen und zwei Dutzend Filmen zu sehen. So spielte er Gastrollen in Fernsehserien wie Ein Käfig voller Helden und Verliebt in eine Hexe und hatte Nebenrollen in Filmen wie Das Höllenriff und Monsieur Cognac.
Am 28. Dezember 1991 verstarb Aubuchon im Alter von 67 Jahren an Herzversagen. Von 1951 bis zu seinem Tod war er mit Denise Caubisens verheiratet. Zusammen hatten sie drei Kinder, darunter der Produzent und Drehbuchautor Remi Aubuchon und die Schauspielerin Danielle Aubuchon.

## Filmografie
- 1953: Das Höllenriff (Beneath the 12-Mile Reef)
- 1953: Ein Herz aus Gold (So Big)
- 1954: Der silberne Kelch (The Silver Chalice)
- 1956: Alle Spuren verwischt (The Scarlet Hour)
- 1957: Die Spur zum Gold (The Way to the Gold)
- 1957: Jagd durch Havanna (The Big Boodle)
- 1957: Mit dem Satan auf Du (Short Cut to Hell)
- 1957: Schlucht des Verderbens (Gun Glory)
- 1958: Kilometerstein 375 (Thunder Road)
- 1959: Der unheimliche Zotti (The Shaggy Dog)
- 1959–1964: Perry Mason (Fernsehserie, vier Folgen)
- 1960: Johnny Ringo (Fernsehserie, eine Folge)
- 1964: Monsieur Cognac (Wild and Wonderful)
- 1966: Ein Käfig voller Helden (Hogan’s Heroes, Fernsehserie, eine Folge)
- 1967: Verliebt in eine Hexe (Bewitched, Fernsehserie, eine Folge)
- 1969: Sexualprotz wider Willen (The Love God?)
- 1972: Der Schwindel (The Hoax)
- 1972: Ein Sheriff in New York (McCloud, Fernsehserie, eine Folge)
- 1974: Columbo: Schreib oder stirb (Publish or Perish, Fernsehreihe)
- 1980: Hart aber herzlich (Hart To Hart, Fernsehserie, eine Folge)
- 1980: Macht der Mächtigen (Power) (Fernsehfilm)
- 1982: Vater kratzt die Kurve (Drop-Out Father) (Fernsehfilm)
- 1983: Schwester Dulcinas 1-Dollar-Coup (September Gun) (Fernsehfilm)
- 1984: Ein Engel auf Erden (Highway to Heaven, Fernsehserie, eine Folge)